# Triedorf (stacja kolejowa)
Triesdorf (niem: Bahnhof Triesdorf) – stacja kolejowa w Merkendorf, w kraju związkowym Bawaria, w Niemczech. Znajduje się na linii Treuchtlingen – Würzburg. Według DB Station&Service ma kategorię 6. 

## Linie kolejowe
- Linia Treuchtlingen – Würzburg

## Połączenia
| Rodzaj pociągu | Trasa | Takt        |
| -------------- | --- | ----------- |
| RB             | Mainfrankenbahn (Gemünden (Main) – Karlstadt (Main) –) Würzburg – Steinach (b Rothenburg o.d. Tauber) – Ansbach – Triesdorf – Gunzenhausen – Treuchtlingen | Stundentakt |